# Eremithallus costaricensis
Eremithallus costaricensis är en svampart som beskrevs av Lücking, Lizano & Chaves 2008. Eremithallus costaricensis ingår i släktet Eremithallus och familjen Eremithallaceae.   Inga underarter finns listade i Catalogue of Life.